# Kenly (Caroline du Nord)
Kenly est une ville américaine située dans les comtés de Johnston et de Wilson dans l'État de la Caroline du Nord. En 2010, sa population était de 1 339 habitants.

## Démographie
| 1890 | 1900 | 1910 | 1920 | 1930 | 1940  |
| ---- | ---- | ---- | ---- | ---- | ----- |
| 137  | 260  | 726  | 827  | 965  | 1 095 |

| 1950  | 1960  | 1970  | 1980  | 1990  | 2000  |
| ----- | ----- | ----- | ----- | ----- | ----- |
| 1 129 | 1 147 | 1 370 | 1 433 | 1 549 | 1 569 |

| 2010  | - | - | - | - | - |
| ----- | - | - | - | - | - |
| 1 339 | - | - | - | - | - |

## Source de la traduction
- (en) Cet article est partiellement ou en totalité issu de l’article de Wikipédia en anglais intitulé « Kenly, North Carolina » (voir la liste des auteurs).